# Cahuzac-sur-Vère
Cahuzac-sur-Vère é uma comuna francesa na região administrativa de Occitânia, no departamento de Tarn. Estende-se por uma área de 30,58 km². Em 2010 a comuna tinha 1 174 habitantes (densidade: 38,4 hab./km²).